# دنجواي
قرية دنجواى هي إحدى القرى التابعة لمركز شربين في محافظة الدقهلية في جمهورية مصر العربية. حسب إحصاءات سنة 2006، بلغ إجمالي السكان في دنجواى 17524 نسمة، منهم 9137 رجل و8387 امرأة.

## التاريخ
قرية دنجواي من القرى القديمة، واسمها الأصلي وقت الفتح الإسلامي لمصر تونجيريا (بالإنجليزية: Tongiria)‏، وقد وردت باسم دنجويه في أعمال الدنجاوية ضمن قرى الروك الصلاحي التي أحصاها ابن مماتي في كتاب قوانين الدواوين، كما وردت باسم دنجويه في أعمال الغربية ضمن قرى الروك الناصري التي أحصاها ابن الجيعان في كتاب «التحفة السنية بأسماء البلاد المصرية». وفي العصر العثماني كان اسمها في تربيع سنة 933هـ/1527م الذي أجراه الوالي العثماني سليمان باشا الخادم في عصر السلطان العثماني سليمان القانوني دنجويه ضمن قرى ولاية الغربية، وفي تاريخ 1228هـ/1813م الذي عدّ قرى مصر بعد المسح الذي قام به محمد علي باشا باسم دنجواي ضمن قرى مديرية الغربية.